# Pholidota pygmaea
Pholidota pygmaea är en orkidéart som beskrevs av Harsh Jeet Chowdhery och Gaur Das Pal. Pholidota pygmaea ingår i släktet Pholidota och familjen orkidéer. Inga underarter finns listade i Catalogue of Life.